# Trailerpark

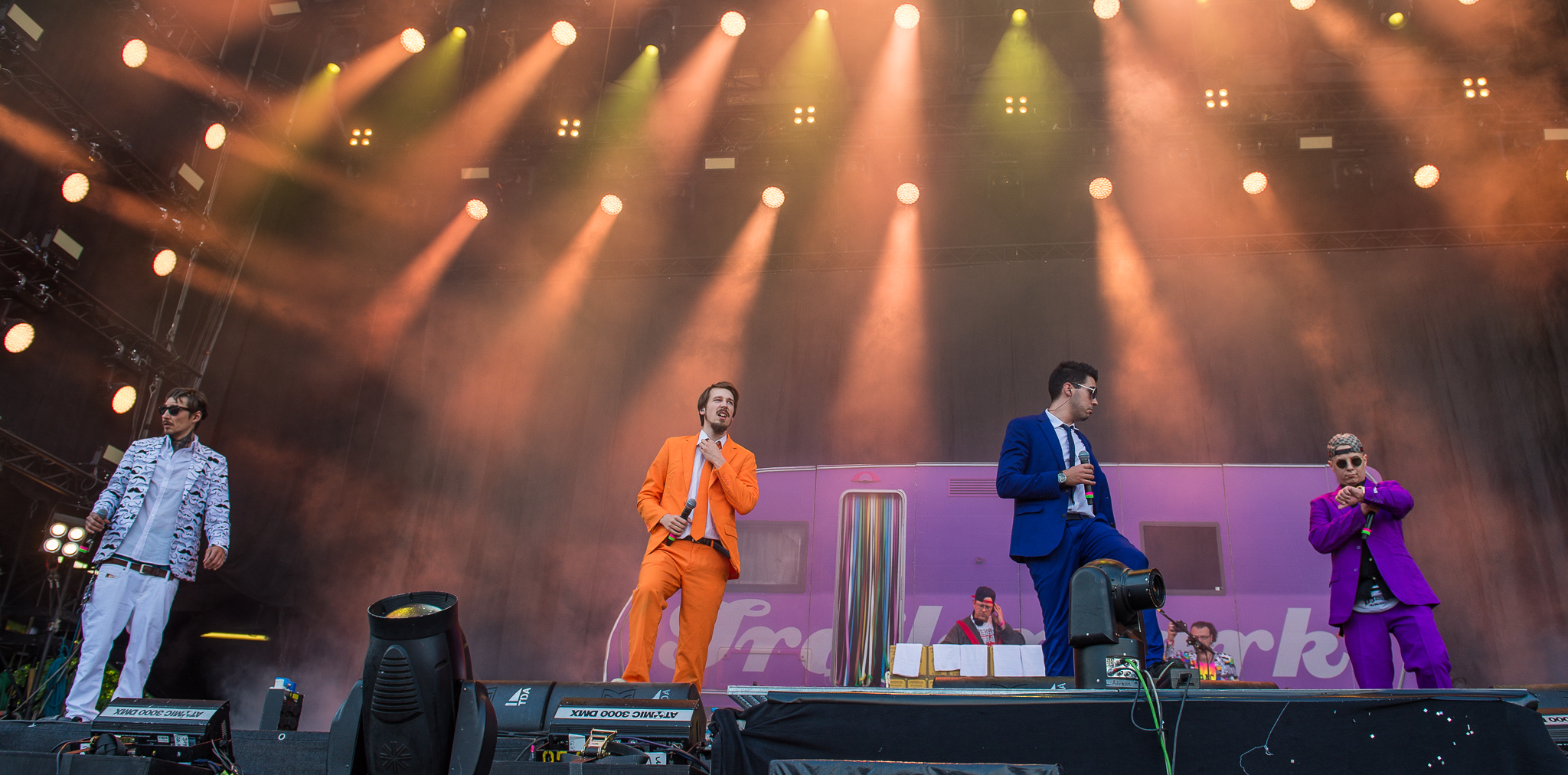
Timi Hendrix, Alligatoah, Sudden und Basti (von links nach rechts) beim Rock im Park (2015)

Trailerpark ist ein 2009 gegründetes unabhängiges deutsches Hip-Hop-Musiklabel. Derzeit gehören ihm die Rapper Basti, Sudden und Timi Hendrix an. Sie treten nach einer Pause in den Jahren 2022 bis 2024 unter dem Namen Trailerpark inzwischen auch wieder als Band auf.

## Geschichte
Das Musiklabel Trailerpark wurde im Jahr 2009 gegründet. Zu Beginn gehörten ihm die Band DNP (Beatmasta und Sebastian „Basti“ Krug), das Rapperduo Pimpulsiv (Skinny Shef und Timi Hendrix), Sudden sowie bald darauf Dana an. Am 21. August 2009 erfolgte mit dem Album H.U.R.Z. von Pimpulsiv die erste Veröffentlichung unter dem Label. Am 5. Dezember 2009 erschien der Sampler Crackstreet Boys, der Features von Greckoe, JAW, Johnzen, Manny Marc, Meister Elch, Patrick mit Absicht und Smoky enthält. Er umfasst sechs Tracks sowie fünf Bonustracks. Der Titel stellt ein Wortspiel mit dem Namen der US-amerikanischen Boygroup Backstreet Boys dar. 2010 wurden die Alben Hepatitis P von Pimpulsiv und Romantisches Arschloch von Sudden veröffentlicht. Das Album Bis einer weint von DNP stieg am 5. August 2011 auf Platz 85 in die Deutschen Albumcharts ein.
2011 beendete Skinny Shef seine Laufbahn als Rapper, um sich auf sein Studium konzentrieren zu können. Dies bedeutete auch das Ende für Pimpulsiv. Timi Hendrix blieb dem Label hingegen erhalten. Noch in demselben Jahr stieß Alligatoah als neues Mitglied zu diesem. Am 19. Oktober 2012 erschien das Album Crackstreet Boys 2. Es erreichte am 2. November 2012 Platz 22 der Deutschen sowie Platz 62 der Österreichischen Albumcharts. Im Vergleich zu dem Sampler Crackstreet Boys folgte Crackstreet Boys 2 mehr dem Konzept eines Band-Projektes, an dem Alligatoah, Basti, Sudden und Timi Hendrix unter anderem auch mit jeweils einem Solotrack beteiligt waren. Neun der 13 Tracks wurden im August 2013 von der Bundesprüfstelle für jugendgefährdende Medien indiziert. Als Features sind Beatmasta in Immer noch egal, Dana in Fledermausland und Rolf sowie K.I.Z und Massimo in U-Bahn Schläger enthalten. Fledermausland erreichte 2018 Goldstatus in Deutschland. Nach Veröffentlichung des Albums traten Beatmasta und Dana nicht länger als Mitglieder des Labels in Erscheinung.
Am 2. August 2013 erschien das Soloalbum Triebwerke von Alligatoah. Als erstes bei Trailerpark erschienenes Album erreichte es am 16. August 2013 Platz eins der Deutschen Albumcharts sowie 2014 Gold- und 2018 Platinstatus. Am 27. August 2014 wurde die Singleauskopplung Bleib in der Schule aus dem neuen Bandalbum Crackstreet Boys 3 publiziert. Sie erreichte Platz 35 der Deutschen Singlecharts. Nach der zweiten Single Dicks sucken am 10. Oktober 2014 folgte am 5. Dezember 2014 der Release des 13 Tracks umfassenden Albums, das am 14. Dezember auf Platz 57 in die Schweizer sowie am 19. Dezember auf Platz vier in die Deutschen und auf Platz 13 in die Österreichischen Albumcharts einstieg. In Deutschland wurde Bleib in der Schule 2016 mit Gold und 2019 mit Platin ausgezeichnet, das Album erreichte 2018 ebenfalls Goldstatus. Das Jahr 2015 stand im Zeichen von Soloalben der Trailerpark-Mitglieder: Auf Superkräfte von Sudden am 6. Mai 2015 folgten am 11. September 2015 Zwei Zimmer, Küche, Bong von Timi Hendrix und am 27. November 2015 Musik ist keine Lösung von Alligatoah.
Im Vorfeld seines Erscheinens wurden aus dem vierten Bandalbum TP4L drei Tracks als Singles ausgekoppelt: Armut treibt Jugendliche in die Popmusik am 2. August, Endlich normale Leute am 20. August sowie der Titeltrack TP4L am 27. September 2017. Das Album ging am 20. Oktober 2017 in den Verkauf und stieg am 27. Oktober 2017 auf Platz eins in die Deutschen Albumcharts ein. In Österreich erreichte TP4L Platz drei, in der Schweiz Platz 43 der Albumcharts. Der am selben Tag wie das Album veröffentlichte Track Sterben kannst du überall kam auf Platz 37 der Deutschen und auf Platz 49 der Österreichischen Singlecharts. Am 27. Juli 2018 brachte Timi Hendrix sein zweites Soloalbum Tim Weitkamp Das Musical heraus. Im weiteren Verlauf des Jahres erschienen am 14. September Schlaftabletten, Rotwein V von Alligatoah und am 2. November Ihr braucht mich von Sudden. Schlaftabletten, Rotwein V erreichte als zweites Alligatoah-Album nach Triebwerke Platz eins der Deutschen Albumcharts.
Am 9. August 2019 gab die Band auf Facebook ihre Trennung bei gleichzeitigem Weiterbestehen des Labels bekannt:

„Man soll die Feste feiern, solange sie noch Spaß machen und am besten verlässt man die Party auf dem Höhepunkt. Trailerpark war schon immer eine Band der Superlative mit einem Händchen für die richtige Portion Humor, Rebellion und Crack. Nach vier Alben, diversen Gold- und Platin-Auszeichnungen und einer ganzen Reihe geschwängerten Teenagern ist das Ende der Fahnenstange gedeepthroatet. [...] Gehen, wenn es am schönsten ist, was viele andere Bands leider verschlafen haben.“

Im Juli 2022 gab es unter dem Motto Goldener Schluss fünf Abschiedskonzerte in Stuttgart, Dortmund, Hamburg, Köln und Berlin. Das letzte Konzert fand am 29. Juli 2022 in der ausverkauften Berliner Waldbühne statt. Das Abschlusskonzert wurde aufgezeichnet. Das zugehörige Live-Album und Konzertvideo auf Blu-Ray Disc erschienen am 20. Dezember 2024.
Im Jahr 2025 kündigte die Band über soziale Medien ihre Rückkehr an. Interessierte konnten sich in eine Warteliste eintragen, die dem Vorverkauf für zwei Comeback-Konzerte am 28. und 29. August 2026 diente. Die Ankündigung der Rückkehr erfolgte in Kooperation mit der Band SDP, aber ohne das frühere Mitglied Alligatoah.

## Stil
Die Band Trailerpark ist – wie auch ihre Mitglieder – den Genres Deutschrap und Hip-Hop zuzuordnen. Sie wird in Bezug auf ihren musikalischen Stil oftmals mit K.I.Z sowie den 257ers verglichen. Allerdings sagte Basti in einem 2012 auf YouTube ausgestrahlten Interview mit 16Bars dazu, dass die drei Bands zwar nicht unbedingt unterschiedliche Zielgruppen bedienten, aber unterschiedliche Musik produzierten: „Wenn, dann sind noch eher wir mit K.I.Z zu vergleichen als die 257ers, weil das ist [inhaltlich] halt wirklich nur Klamauk. Und bei K.I.Z ist es halt politisch und wir sind halt Drogen und unpolitisch.“ Verglichen werden wolle man allenfalls mit der Bloodhound Gang. Dominik Lippe von laut.de hielt in seiner Rezension zu dem Studioalbum TP4L im Oktober 2017 fest, dass das Talentgefälle innerhalb der Formation seit jeher „das augen- und ohrenfälligste Merkmal Trailerparks“ sei; typisch seien die „Ohrwurm-Hook des Multitalents Alligatoah“ sowie „einige mit vermeintlichen lyrischen Tabubrüchen gefüllte Strophen von Basti, Sudden und Timi Hendrix“. Inhaltlich bewegten sich Trailerpark im Zeichen von Kokain, Koprophilie und Kindesmissbrauch. Laura Sprenger erklärte zu Crackstreet Boys 3 im Dezember 2014, die Band zelebriere „ihr Image aufs Äußerste“ und führte als Beispiel hierfür die Hookline aus dem Track Falsche Band an: „Wenn du einer dieser Menschen bist, für den die Gürtellinie eine Grenze ist, [...] sind wir die falsche Band für dich!“

## Mitglieder

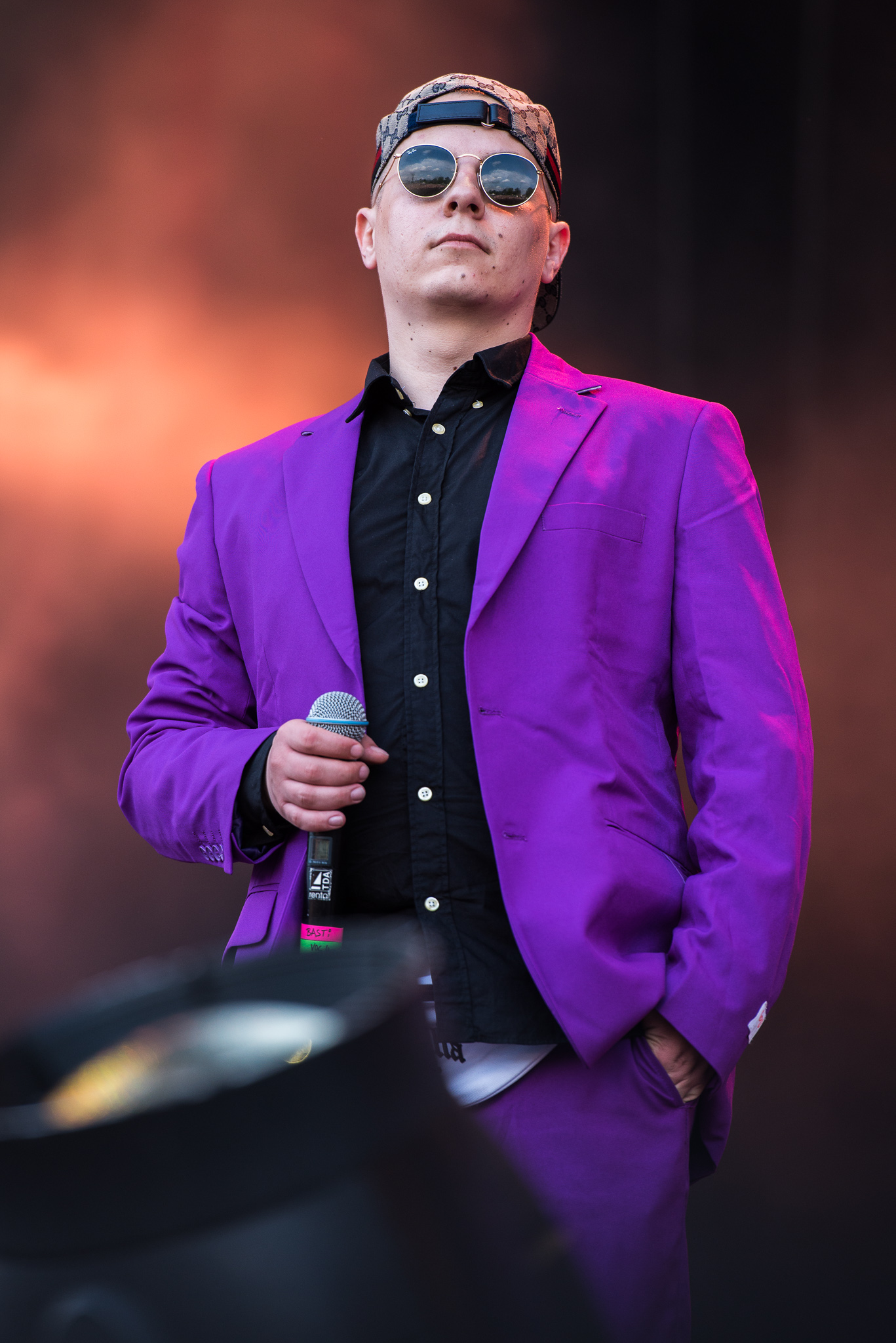
Basti
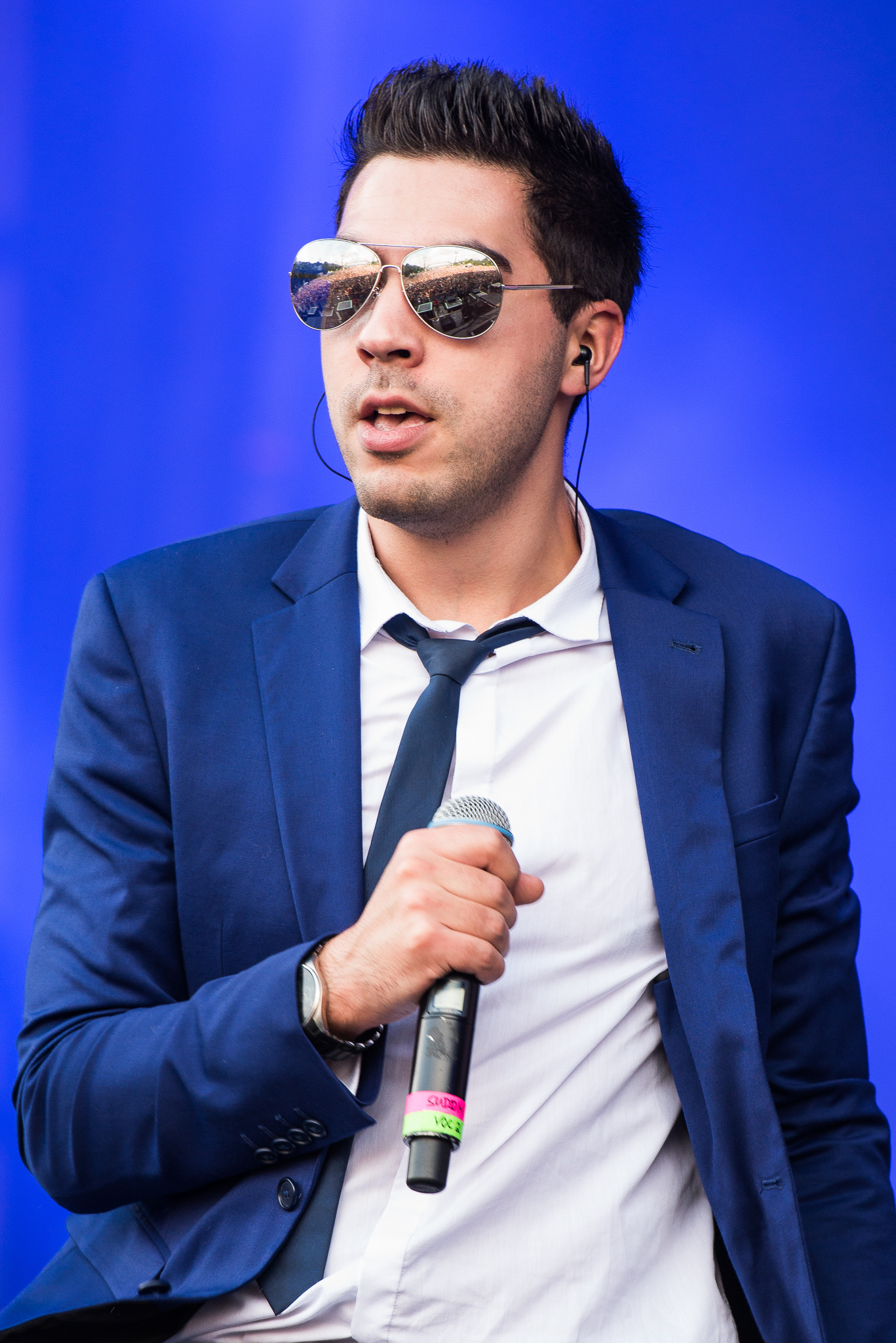
Sudden
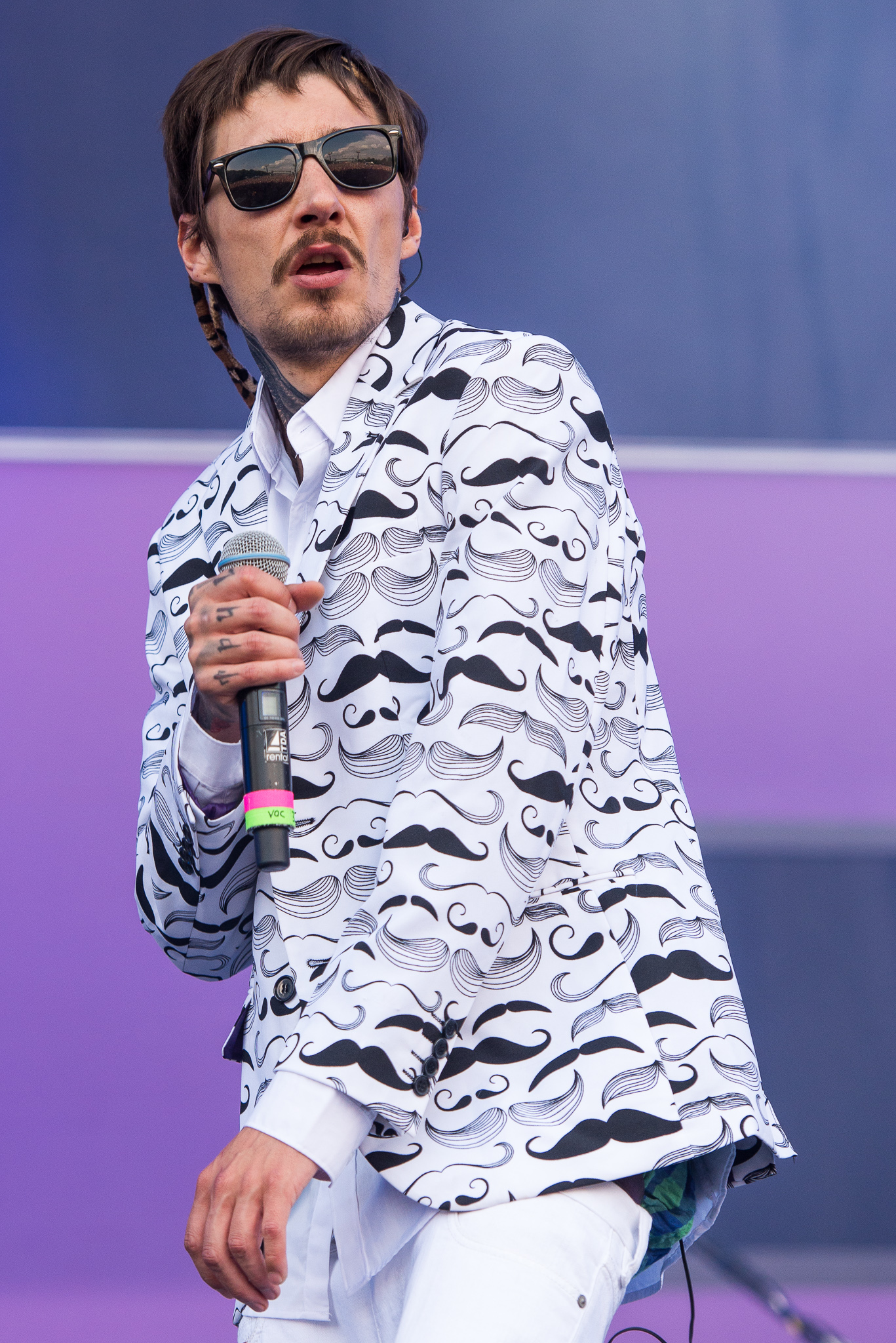
Timi Hendrix

## Diskografie
Siehe auch
- Alligatoah/Diskografie
- DNP/Diskografie
- Pimpulsiv/Diskografie
- Sudden/Diskografie
- Timi Hendrix/Diskografie

### Alben und Mixtapes (Musiklabel)
| Jahr | Titel Künstler                                             | Höchstplatzierung, Gesamtwochen, AuszeichnungChartplatzierungen (Jahr, Titel, Künstler, Platzierungen, Wochen, Auszeichnungen, Anmerkungen) | Höchstplatzierung, Gesamtwochen, AuszeichnungChartplatzierungen (Jahr, Titel, Künstler, Platzierungen, Wochen, Auszeichnungen, Anmerkungen) | Höchstplatzierung, Gesamtwochen, AuszeichnungChartplatzierungen (Jahr, Titel, Künstler, Platzierungen, Wochen, Auszeichnungen, Anmerkungen) | Anmerkungen                                                                  |
| Jahr | Titel Künstler                                             | DE | AT | CH | Anmerkungen                                                                  |
| ---- | ---------------------------------------------------------- | --- | --- | --- | ---------------------------------------------------------------------------- |
| 2011 | Bis einer weint DNP                                        | DE85 (1 Wo.)DE | — | — | Erstveröffentlichung: 22. Juli 2011                                          |
| 2012 | Crackstreet Boys 2 Alligatoah, Basti, Sudden, Timi Hendrix | DE22 (1 Wo.)DE | AT62 (1 Wo.)AT | — | Erstveröffentlichung: 19. Oktober 2012 indiziert durch BPjM seit August 2013 |
| 2013 | Triebwerke Alligatoah                                      | DE1 Platin · (45 Wo.)DE | AT3 (7 Wo.)AT | CH27 (2 Wo.)CH | Erstveröffentlichung: 2. August 2013                                         |
| 2014 | Crackstreet Boys 3 Alligatoah, Basti, Sudden, Timi Hendrix | DE4 Gold · (6 Wo.)DE | AT13 (1 Wo.)AT | CH57 (1 Wo.)CH | Erstveröffentlichung: 5. Dezember 2014                                       |
| 2015 | Superkräfte Sudden                                         | DE4 (2 Wo.)DE | AT16 (1 Wo.)AT | — | Erstveröffentlichung: 6. Mai 2015                                            |
| 2015 | Zwei Zimmer, Küche, Bong Timi Hendrix                      | DE7 (2 Wo.)DE | AT15 (1 Wo.)AT | CH84 (1 Wo.)CH | Erstveröffentlichung: 11. September 2015                                     |
| 2015 | Musik ist keine Lösung Alligatoah                          | DE3 Platin · (51 Wo.)DE | AT5 (17 Wo.)AT | CH14 (2 Wo.)CH | Erstveröffentlichung: 27. November 2015                                      |
| 2017 | TP4L Alligatoah, Basti, Sudden, Timi Hendrix               | DE1 (9 Wo.)DE | AT3 (4 Wo.)AT | CH43 (1 Wo.)CH | Erstveröffentlichung: 20. Oktober 2017                                       |
| 2018 | Tim Weitkamp Das Musical Timi Hendrix                      | DE3 (2 Wo.)DE | AT24 (1 Wo.)AT | CH71 (1 Wo.)CH | Erstveröffentlichung: 26. Juli 2018                                          |
| 2018 | Schlaftabletten, Rotwein V Alligatoah                      | DE1 (17 Wo.)DE | AT2 (5 Wo.)AT | CH13 (2 Wo.)CH | Erstveröffentlichung: 14. September 2018                                     |
| 2018 | Ihr braucht mich Sudden                                    | DE7 (1 Wo.)DE | AT39 (1 Wo.)AT | — | Erstveröffentlichung: 2. November 2018                                       |
| 2022 | Rotz & Wasser Alligatoah                                   | DE2 (26 Wo.)DE | AT4 (13 Wo.)AT | CH18 (3 Wo.)CH | Erstveröffentlichung: 25. März 2022                                          |
| 2024 | Goldener Schluss (Live in Berlin) Trailerpark              | DE6 (1 Wo.)DE | — | — | Erstveröffentlichung: 20. Dezember 2024                                      |

Weitere Veröffentlichungen
- 2009: H.U.R.Z. (Pimpulsiv)

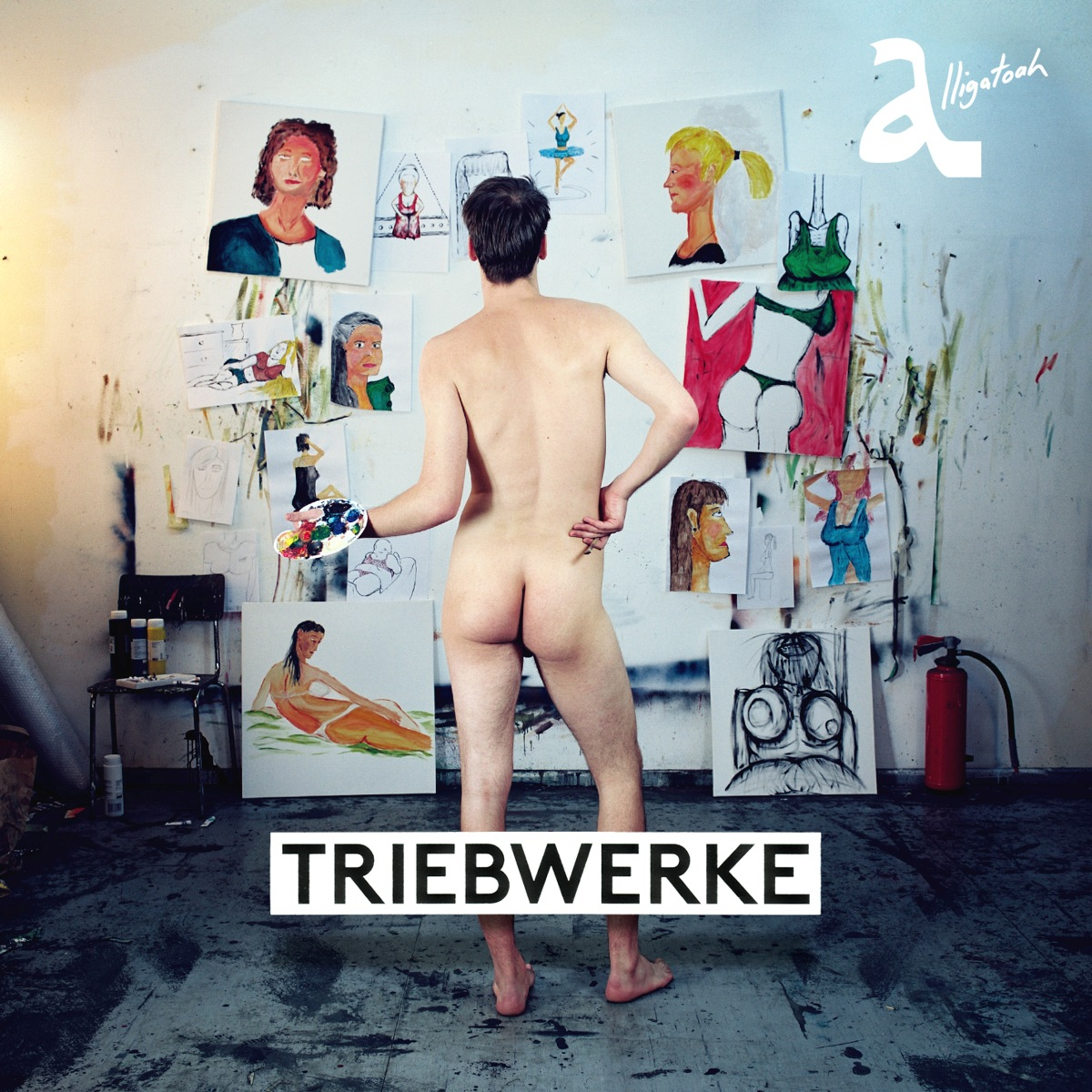
Cover des Albums Triebwerke

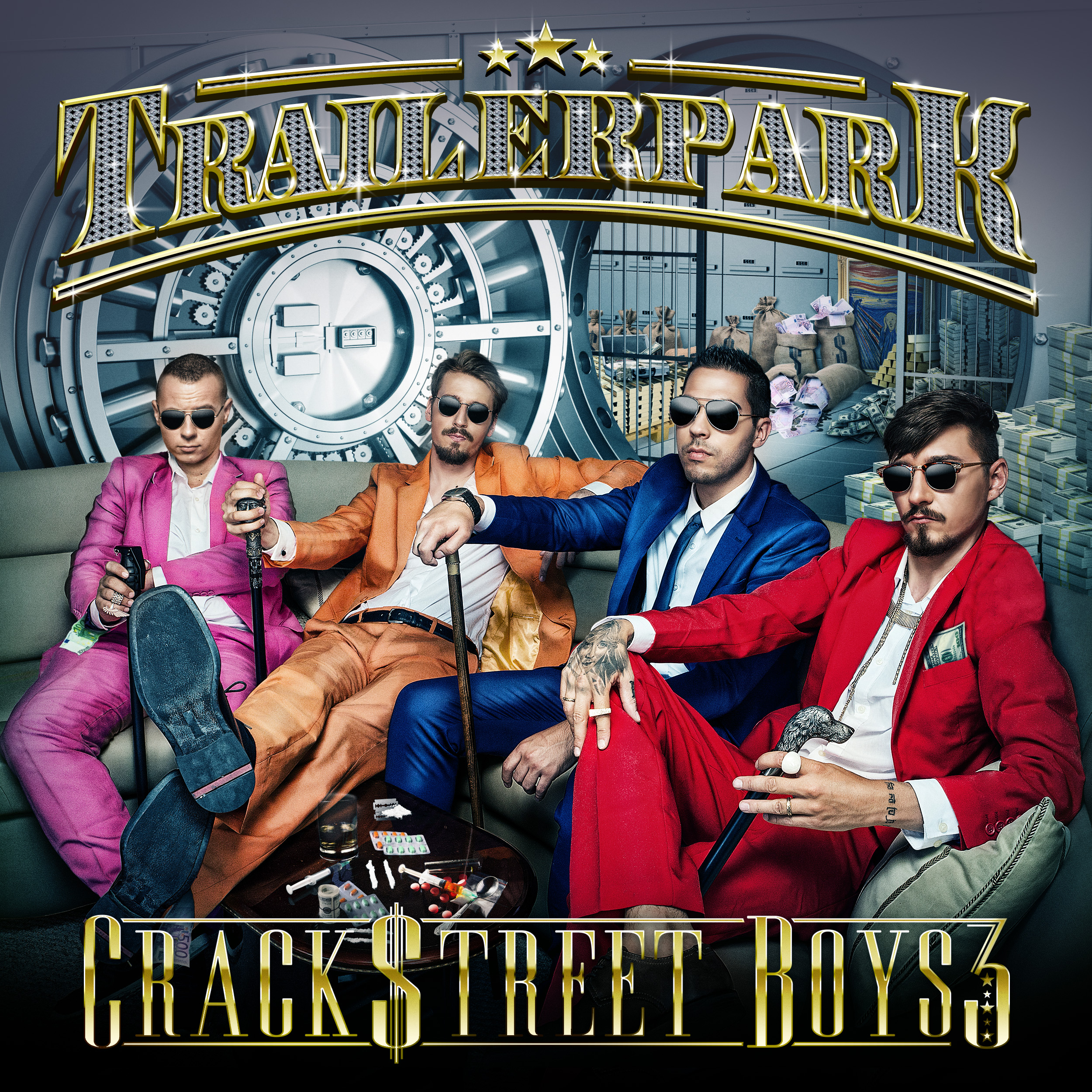
Cover des Albums Crackstreet Boys 3

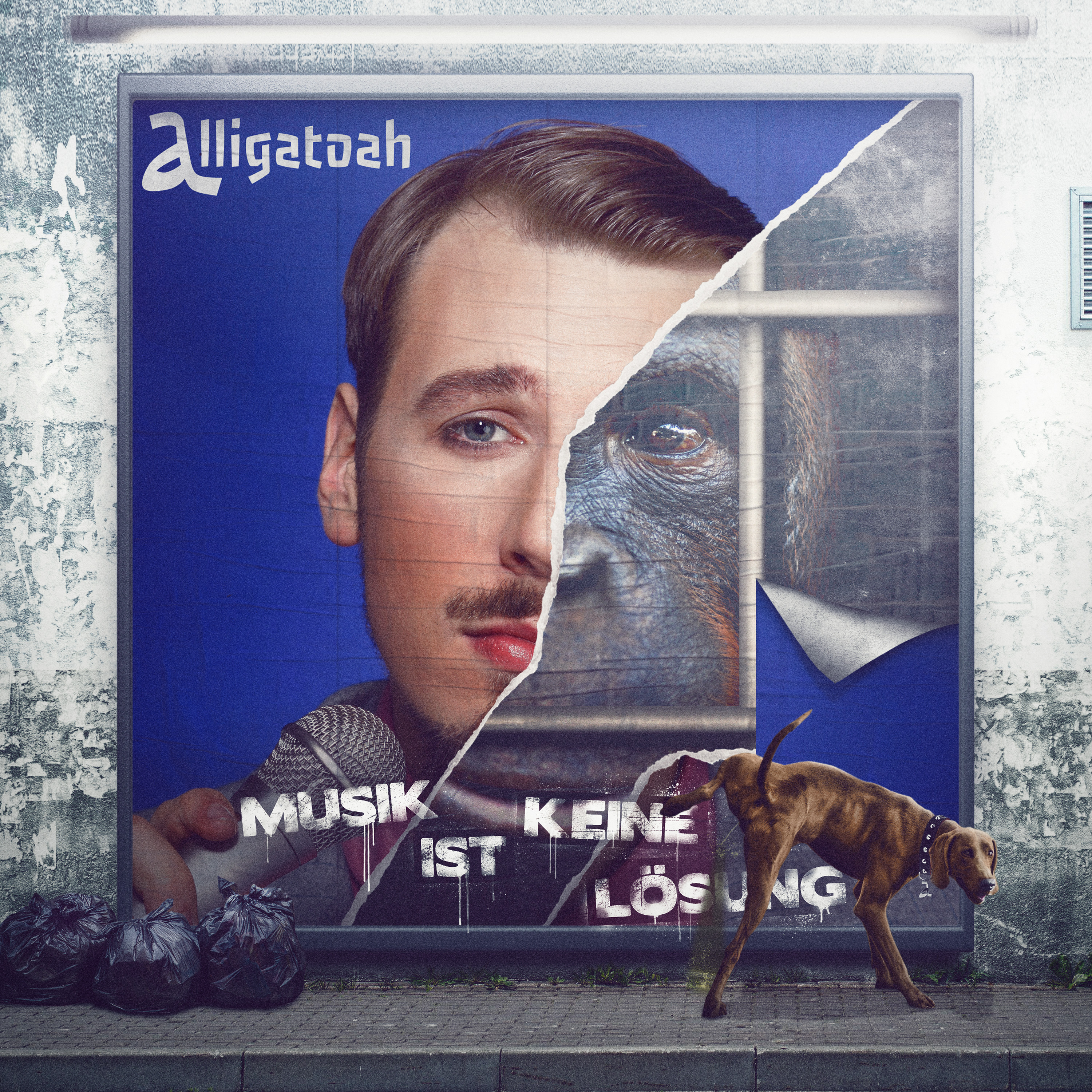
Cover des Albums Musik ist keine Lösung

- 2009: Crackstreet Boys (DNP, Pimpulsiv, Sudden)
- 2010: Hepatitis P (Pimpulsiv)
- 2010: Romantisches Arschloch (Sudden)
- 2011: Und mein nächstes Album kaufst du! (Sudden)
- 2011: Schlaftabletten, Rotwein 4 (Alligatoah)
- 2013: In Gottes Namen (Alligatoah; unter rappers.in; Re-Release: 29. November 2013)
- 2013: Schlaftabletten, Rotwein III (Alligatoah; Re-Release: 29. November 2013)
- 2015: Reise nach Jerusalem – Live & Unbestuhlt (Alligatoah; DE: Platz 52, 1 Wo.)

### Singles (Band)
| Jahr | Titel Album                            | Höchstplatzierung, Gesamtwochen, AuszeichnungChartplatzierungen (Jahr, Titel, Album, Platzierungen, Wochen, Auszeichnungen, Anmerkungen) | Höchstplatzierung, Gesamtwochen, AuszeichnungChartplatzierungen (Jahr, Titel, Album, Platzierungen, Wochen, Auszeichnungen, Anmerkungen) | Anmerkungen                                 |
| Jahr | Titel Album                            | DE | AT | Anmerkungen                                 |
| --- | -------------------------------------- | --- | --- | ------------------------------------------- |
| 2014 | Bleib in der Schule Crackstreet Boys 3 | DE35 Platin · (8 Wo.)DE | — | Erstveröffentlichung: 27. August 2014       |
| 2025 | Totgeglaubte leben länger –            | DE85 (1 Wo.)DE | — | Erstveröffentlichung: 20. Juni 2025 mit SDP |
| Folgende Lieder erschienen nicht als Single, wurden aber durch das Album zum Download und Streaming bereitgestellt und konnten somit eine Platzierung erlangen: |                                        | | |                                             |
| |                                        | | |                                             |
| 2017 | Sterben kannst du überall TP4L         | DE37 (3 Wo.)DE | AT49 (1 Wo.)AT | Charteinstieg: 27. Oktober 2017             |

Weitere Singles
- 2012: Fledermausland (Crackstreet Boys 2; DE: Gold)
- 2014: Dicks sucken (Crackstreet Boys 3)
- 2017: Armut treibt Jugendliche in die Popmusik (TP4L)
- 2017: Endlich normale Leute (TP4L)
- 2017: TP4L ('TP4L)
- 2025: Totgeglaubte leben länger (mit SDP)

## Auszeichnungen
Hiphop.de Awards
- 2012: „Beste Gruppe national“[12]
- 2014: „Beste Gruppe national“[13]